# Бризи Појнт (Минесота)
Бризи Појнт (енгл. Breezy Point) град је у америчкој савезној држави Минесота.

## Демографија
По попису из 2010. године број становника је 2.346, што је 1.367 (139,6%) становника више него 2000. године.
| Група             | 2000.       | 2010.         |
| Белци             | 959 (98,0%) | 2.308 (98,4%) |
| Афроамериканци    | 2 (0,2%)    | 6 (0,3%)      |
| Азијати           | 1 (0,1%)    | 4 (0,2%)      |
| Хиспаноамериканци | 3 (0,3%)    | 7 (0,3%)      |
| Укупно            | 979         | 2.346         |